# Сорумказым (верхний приток Казыма)
Сорумказым (также Сысыёхан; устар. Сорум-Казым) — река в России, протекает по территории Белоярского района Ханты-Мансийского автономного округа. Устье реки находится в 595 км по левому берегу реки Казым. Длина реки — 38 км.

## Данные водного реестра
По данным государственного водного реестра России относится к Нижнеобскому бассейновому округу, водохозяйственный участок реки — Обь от впадения Иртыша до впадения реки Северная Сосьва, речной подбассейн реки — бассейны притока Оби от Иртыша до впадения Северной Сосьвы. Речной бассейн реки — (Нижняя) Обь от впадения Иртыша.
Код объекта в государственном водном реестре — 15020100112115300020227.